# Samantha Cornish
Pour les articles homonymes, voir Cornish.
Samantha Cornish est une surfeuse professionnelle australienne née le 27 octobre 1980 à Crescent Head Nouvelle-Galles du Sud Australie.

## Biographie
Le père de Samantha Cornish, Peter Cornish, était aussi un surfeur professionnel. La jeune Samantha commence à surfer très tôt et fait sa première compétition à onze ans. Elle gagne en 1996 — à l'âge de 15 ans — le Championnat du monde junior (WJC) et est élue « the Young Australian of the Year for 1997 » (« jeune Australien de l'année 1997 »). En 2002 elle se qualifie pour le WCT.

## Palmarès
2007
- Billabong Girls Pro Itacare Brésil (WCT)

2003
- Billabong Pro Maui (WCT)

2000
- Quiksilver Roxy Pro Gold Coast (WQS)
- Billabong Junior Series Burleigh Heads

1998
- The Rip Curl Australian Junior Title

## WCT
- 2008 :   6e
- 2007 :   4e - 1 victoire
- 2006 : 12e
- 2005 :   9e
- 2004 : 10e
- 2003 :   5e - 1 victoire
- 2002 : 10e